# Ťilinská univerzita
Ťilinská univerzita (čínsky v českém přepisu Ťi-lin ta-süe, pchin-jinem Jílín Dàxué, znaky zjednodušené 吉林大学, tradiční 吉林大學) je univerzita v Čchang-čchunu, hlavním městě provincie Ťi-lin v Čínské lidové republice. Patří mezi státní univerzity přímo spadající pod ministerstvo školství.
K roku 2005 měla přibližně 60 tisíc studentů, z toho přibližně 25 tisíc postgraduálních.

## Dějiny
Původně byla založena v roce 1946, ovšem během svých dějin podstoupila různá slučování a změny jmen.

## Významní absolventi
- Liou Siao-po (1955-2017), držitel Nobelovy ceny za mír za rok 2010